# Tommy Tucker's Tooth
Pour plus de détails, voir Fiche technique et Distribution.
Tommy Tucker's Tooth est un court métrage d'animation sorti en novembre 1922 produit le studio Laugh-O-Gram, fondé par Walt Disney à Kansas City, avant sa mise en faillite en juillet 1923 et le départ de Walt pour Hollywood.

## Fiche technique
- Titre original : Tommy Tucker's Tooth
- Série : Laugh-O-Gram
- Réalisateur : Walt Disney
- Distribution : John W. Records (Jimmie Jones)
- Producteur : Walt Disney
- Image : Walt Pfeiffer[2]
- Production : Laugh-O-Gram Films
- Distributeur : Leslie B. Mace pour l'éducation du Missouri[2]
- Date de sortie : décembre 1922[3]
- Format d'image : Noir et Blanc
- Langue : (en)
- Pays :  États-Unis

## Commentaires
Dave Smith considère ce film comme le premier court métrage éducatif de Disney. Le film a été redécouvert dans les archives de l'association des dentistes américains accompagné d'une facture de 500 USD payée par un dentiste de Kansas City.